# Burgstall Zischendorf
Der Burgstall Zischendorf ist eine abgegangene mittelalterliche Höhenburg auf dem Schlossberg bei 515 m ü. NHN südöstlich von Zischendorf, einem heutigen Gemeindeteil von Feuchtwangen im mittelfränkischen Landkreis Ansbach in Bayern.
Die Burg wurde vermutlich während des Dreißigjährigen Krieges (1618–48) zerstört. Von der ehemaligen Burganlage ist noch der Burghügel mit Graben erhalten.